# Stella solitaria (film 1952)
Stella Solitaria (Lone Star) è un film del 1952 diretto da Vincent Sherman, e interpretato da Clark Gable, Ava Gardner, Broderick Crawford, Ed Begley e Lionel Barrymore. Esso è ambientato nel Texas del XIX secolo.